# Митяево (Калужская область)
Митяево — деревня в Боровском районе Калужской области России. Входит в состав сельского поселения «Деревня Совьяки».

## География
Высота центра селения над уровнем моря — 198 метров.

### Географическое расположение
Деревня Митяево расположена на северо-востоке области. Ближайшие города — Балабаново, Боровск, Обнинск.

### Уличная сеть
На 2020 год в деревне числится двадцать одна улица.

## Население
| 2002 | 2010  |
| ---- | ----- |
| 238  | ↗1999 |

## Инфраструктура
Личное подсобное хозяйство.

## Транспорт
Федеральная трасса А108 (Московское большое кольцо).